# 阿龙·罗伊尔
阿龙·罗伊尔（英語：Aaron Royle，1990年1月26日—），澳大利亚男子铁人三项运动员。他曾代表澳大利亚参加2014年英联邦运动会铁人三项比赛，获得混合接力铜牌和男子个人第8名。